# Ана Бичам
Ана Бичам, шеснаеста грофица од Ворика (13. јул 1426- 20. септембар 1492.), била је значајна енглеска племкиња позног средњег века. Била је кћерка Ричарда Бичама, тринаестог грофа од Ворика и његове друге жене Изабеле Деспенсер, кћерке Томаса Деспенсера и Констанце од Јорка). Ана Бичам је била мајка две познате кћери, Изабеле Невил, војвоткиње од Кларенса и Ане Невил, краљице Енглеске, супруге Ричарда III. 

## Наследство
Ана Бичам је рођена у дворцу Кавершам у Оксфордширу (сада Беркшир). Била је удата за Ричарда Невила „Краљотворца“, док се њен брат Хенри Бичам оженио Ричардовом сестром Сесили 1436. Након смрти Аниног оца 1439. године, а потом и њеног брата Хенрија 1446. године, као и његове младе кћери лејди Ане 1449. године, Ричард Невил наслеђује титулу и значајна добра ерла од Ворика преко своје жене. 
Ипак, ово наследство било је оспорено од стране три Анине старије полусестре по оцу, које је Ричард Бичам добио са Елизабетом, наследницом Берклија. Једна од њих, лејди Елеонор, била је удата за Едмунда Бофорта, другог војводу од Самерсета (погинуо је у првој бици код Сент Албанса 1455. године). Спор око наслеђа Ворикових територија подстакао је непријатељство између породице Невил и Бофорт, које су биле у блиским родбинским везама. Муж Ане Бичам, Ричард, био је унук лејди Џоан Бофорт, грофице од Вестморланда, сестре војводиног оца. Закон је сматрао да је Ана Бичам као тетка последње грофице, много прихватљивија да добије наследство него њене старије полусестре, које тако са њом нису делиле наследство, укључујући и најстарију лејди Маргарет, грофицу од Шрузберија (умрла 1468.). Ричард Невил је успео да задржи наследство Ворикових и Деспенсерових нетакнуто.

## Бракови њених кћери
Њена старија кћи, лејди Изабела, удала се за Џорџа, војводу од Кларенса, млађег брата енглеског краља Едварда IV. Млађа кћи Ана Невил била је прво удата за Едварда од Вестминстера, јединог сина краља Хенрија VI. Када је принц Едвард од Вестминстера погинуо у бици код Тјуксберија, Ана Невил се удала за Ричарда, војводу од Глостера, касније енглеског краља Ричарда III. Иако им је мајка још увек била жива, две Невилове сестре су се бориле око њеног наследства, јер је Ана проглашена званично мртвом од стране парламента. Да би добио Џорџову сагласност за брак са Аном, Ричард се одрекао већине Ворикове земље и имања, укључујући и саму грофовију Ворик (коју је „Краљотворац“ поседовао по праву своје жене), као и Солзберија и позиције Великог коморника Енглеске, те их предао војводи од Кларенса. После Џорџовог погубљења због издаје 1478. године, његов син Едвард наследио је титулу грофа од Ворика, док је Ричардов син носио титулу грофа од Сализбурија.

## Каснији живот
Ана је умрла у оскудици, надживевши свог мужа, кћерке и зетове који су је потпуно разбаштинили. Она је била у уточишту у Опатији Болије када је 1486. молила краља Хенрија VII да јој врати њене поседе. Повратила је само мали део и то само под условом да прихвати да ће остатак наследства бити у власништву Хенрија VII. „Ворик и Спенсер земље“, њено лично наследство, постали су земље круне.

## Портрети у литератури
Ана, грофица од Ворика, помиње се у књизи Филипе Грегори Бела краљица (2009), Црвена краљица (2010), и Краљотворчева кћерка (2012), а игра је и Џулијет Обри у телевизијској адаптацији све три књиге (2013) Беле краљице. Приказана је као хладна и амбициозна мајка Изабеле и Ане Невил и као највећа подршка свом мужу.
Много наклоњенији јој је портрет грофице од Ворика у књизи Шерон Кеј Пенман Сунце у сјају, а много материнскији поглед на њу даје и књига Џејн Плед Неодлучна краљица. Књижевница Сандра Ворт приказује грофицу као савест свог мужа у пет књига које се односе на Ратове ружа. Грофица је приказана као веома блиска са својим унуком Едвардом од Мидлхајма. Позитивно је приказана и у књизи „Жена краљотворца“ издатој 1974. године ауторке Сандре Вилсон.